# Тедді Пендерграсс
Теодор Деріз Пендерграсс (англ. Theodore DeReese Pendergrass, 26 березня 1950 — 13 січня 2010) — американський співак. Він народився в Кінгстрі, Південна Кароліна. Пендерграсс провів більшу частину свого життя в районі Філадельфії, і спочатку став музичною славою як соліст Harold Melvin & the Blue Notes. Після того, як залишив групу в 1976 році, Пендерграсс почав успішну сольну кар'єру під лейблом Philadelphia International, випустивши п'ять поспіль платинових альбомів (рекорд на той час для афроамериканського артиста R&B). Кар'єра Пендерграсса була призупинена після того, як у березні 1982 року автомобільна катастрофа залишила його паралізованим від плечей донизу. Пендерграсс продовжував свою успішну сольну кар'єру, поки не оголосив про свою відставку в 2007 році. Він помер від дихальної недостатності в січні 2010 року.

## Раннє життя
Він народився Теодор Деріз Пендерграсс у неділю, 26 березня 1950 року, в Кінгстрі, Південна Кароліна. Він був єдиною дитиною Джессі та Іди Джеральдін (уроджена Еппс) Пендерграсс. Іда пережила шість викиднів, перш ніж успішно народити Тедді. Коли Пендерграсс був зовсім маленьким, його батько покинув сім'ю. Коли він підріс, мати пообіцяла йому, що знайде його батька, щоб вони могли зустрітися. Вона виконала цю обіцянку, і Тедді зустрів свого батька, коли йому було 11 років. Невдовзі 13 червня 1962 року Джессі був зарізаний ножем під час сварки з іншим чоловіком. Йому було 47 років. Пендерграсс виріс у бідній частині Північної Філадельфії і часто співав у церкві. Він мріяв бути пастором і здійснив своє бажання, коли у віці 10 років був висвячений у священики (за словами автора Роберта Юелла Гріна). У цей час Пендерграсс також грав на барабанах і був молодшим дияконом своєї церкви.
Він відвідував середню школу Томаса Едісона для хлопчиків у Північній Філадельфії співав з Edison Mastersingers. Кинув її в 11 класі, щоб піти в музичний бізнес, записавши свою першу пісню «Angel with Muddy Feet». Проте запис не мав комерційного успіху. Пендерграсс грав на барабанах у кількох місцевих філадельфійських гуртах, згодом став барабанщиком The Cadillacs (а не відомої однойменної групи з Гарлему). У 1970 році його помітив засновник Blue Notes Гарольд Мелвін (1939—1997), який переконав Пендерграсса грати на барабанах у групі. Однак під час виступу Пендерграсс почав підспівувати, і Мелвін, вражений його вокалом, зробив його головним вокалістом. До того, як Пендерграсс приєднався до групи, Blue Notes боролися за успіх. Усе змінилося, коли в 1971 році вони уклали контракт із Philadelphia International Records, поклавши початок успішній співпраці Пендерграсса із засновниками лейблу Кенні Гемблом і Леоном Хаффом.

## Рання кар'єра

### Harold Melvin and the Blue Notes: 1970—1975
У 1972 році Гарольд Мелвін і Blue Notes випустили свій перший сингл, повільну, урочисту баладу під назвою «Я сумую за тобою». Спочатку пісня була написана для The Dells, але група передала її. Помітивши, як Пендерграсс звучить як соліст Dells Марвін Джуніор, Кенні Гембл вирішив створити пісню з Пендерграссом, якому на момент запису був лише 21 рік. Пендерграсс співає більшу частину пісні хрипким баритоном, який став його фірмовим знаком. У пісні також був присутній учасник Blue Notes Ллойд Паркс, який співав фальцетом у фоновому режимі, а Гарольд Мелвін додавав реп у кінці пісні, коли Пендерграсс продовжувала співати, вдаючи сльози. Пісня, одна з найкреативніших творів Гембла та Хаффа, стала головним ритм-енд-блюзовим хітом і поставила Blue Notes на карту. Наступний сингл групи, «If You Don't Know Me by Now», привів групу в мейнстрім, коли пісня потрапила в топ-10 Billboard Hot 100, а також досягла першого місця в соул-номері. 1 чарт синглів. Як і «I Miss You» раніше, ця пісня спочатку була призначена для іншої виконавиці, співвітчизниці з Філадельфії Патті Лабелль та її групи Labelle, але група не змогла записати її через конфлікти в розкладі. Між Пендерграсс і Лабель зав'язалася тісна дружба, яка тривала до смерті Пендерграсс.
Група прославилася ще кількома релізами протягом багатьох років, включаючи «The Love I Lost», пісню, яка передувала майбутнім музичним сценам диско, баладу «Hope That We Can Be Together Soon» і соціально свідомі сингли «Wake Up Everybody», «<a href="./Bad%20Luck%20(Harold%20Melvin%20%26%20the%20Blue%20Notes%20song)" rel="mw:WikiLink" title="Bad Luck (Harold Melvin &amp;amp; the Blue Notes song)" class="cx-link" data-linkid="159">Bad Luck</a>». Одним із відомих синглів гурту була їхня оригінальна версія класичної соул-пісні Philly " Don't Leave Me This Way ", яка перетворилася на дискотечний сенс, коли артистка Motown Тельма Х'юстон випустила свою версію в 1976 році. До 1975 року Пендерграсс і Гарольд Мелвін розбралися, в основному через фінансові проблеми та особистісні конфлікти. Незважаючи на те, що Пендерграсс співала більшість пісень групи, Мелвін контролював фінанси групи. У якийсь момент Пендерграсс хотів, щоб група була перейменована на «Тедді Пендерграсс і Сині Нотатки», оскільки фанати продовжували плутати його з Мелвіном, в 1975 році, і Blue Notes насилу знайшли його заміну. Згодом вони залишили Philadelphia International і працювали у відносній невідомості аж до смерті Мелвіна в 1997 році. Станом на 2014 рік, версія групи все ще гастролює по старій школі, виступаючи як Blue Notes Гарольда Мелвіна.

## Сольна кар'єра

### Ранній сольний успіх

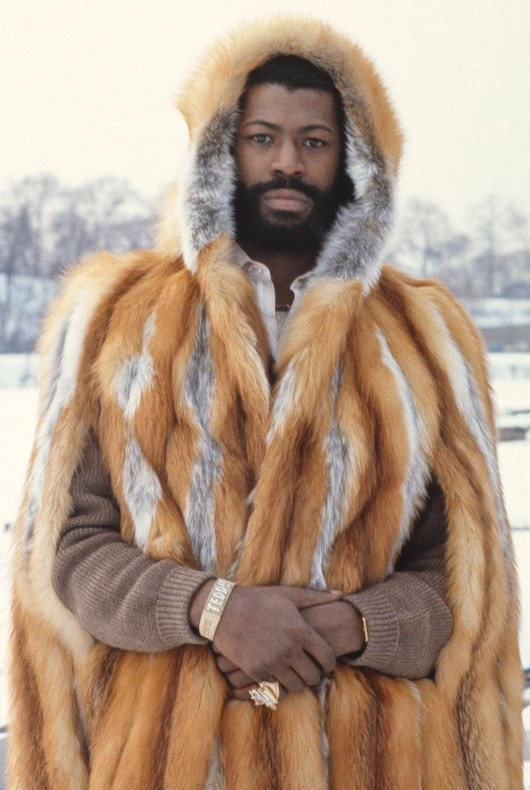
Пендерграсс в 1979 році

У 1977 році Пендерграсс випустив свій однойменний альбом, який став платиновим завдяки диско-хіту «I Don't Love You Anymore». Його наступний сингл «The Whole Town's Laughing at Me» увійшов до 20 найкращих R&B-хітів. Не дивлячись на те, що вони не були випущені як сингли, швидкі композиції з альбому «You Can't Hide from Yourself» і «The More I Get, The More I Want», а також балада «And If I Had» також стали хітами. За дебютним альбомом швидко вийшов Life Is a Song Worth Singing у 1978 році. Цей альбом став ще більш успішним завдяки синглам «Only You» і класичному R&B-хіту «Close the Door», який став мільйоном продажів номер один. Остання пісня закріпила Пендерґрасса як головного чоловічого секс-символу в соул-музиці. Популярності альбому сприяли диско-хіт «Get Up, Get Down, Get Funky, Get Loose», балада «It Don't Hurt Now» і класика середнього темпу «When Somebody Loves You Back». Цей подвійний платиновий R&B-тріумф у 1979 році супроводжувався двома успіхами: альбомами Teddy (який залишався на першому місці в R&B-чарті Billboard протягом восьми тижнів і був названий другим за популярністю R&B-альбомом року) і живий випуск Live Coast to Coast. Хіти Тедді включали класику «Come Go with Me», еротичну баладу «Turn Off the Lights» і стрімку альбомну версію «Do Me». Після туру 1979 року його сексуальна привабливість була найвищою за весь час, і Пендерграсс використав більш м'який підхід до свого альбому TP 1980 року. Він включав класичний R&B-хіт номер два "Love TKO ", дуетну версію Стефані Міллс «Feel the Fire» і композицію Ешфорда та Сімпсона «Is It Still Good to You». Між 1977 і 1981 роками Пендерґрасс отримав п'ять поспіль платинових альбомів, що на той час було рекордною кількістю для ритм-енд-блюзового виконавця.
Популярність Пендерграсс стала масовою в кінці 1978 року. З аншлагами, які збирали його шоу, його менеджер — відомий Шеп Гордон, який був відомий своїми новаторськими підходами до реклами своїх артистів — незабаром помітив, що величезна кількість його аудиторії складається з жінок усіх рас. Гордон розробив план наступного туру Pendergrass, щоб грати лише для жіночої аудиторії, започаткувавши тенденцію, яка продовжується й сьогодні під назвою «концерти лише для жінок». З чотирма платиновими альбомами та двома золотими альбомами Пендерграсс був на шляху до того, кого ЗМІ називали «чорним Елвісом», не лише з точки зору його кроссоверної популярності, але й завдяки тому, що він купив особняк, схожий на Грейсленд Елвіса, розташований неподалік. його рідне місто Філадельфія. На початку 1982 року Пендерграсс був, мабуть, провідним R&B-виконавцем свого часу, зрівнявшись за популярністю з Марвіном Геєм і перевершивши Баррі Вайта та всіх інших у сфері R&B. У 1980 році Isley Brothers випустили «Don't Say Goodnight (It's Time for Love)», щоб конкурувати з «Turn Off the Lights» Пендерграсса, у якому відчули вплив Пендерграсса на формат тихої бурі чорної музики.

### Автомобільна аварія
18 березня 1982 року в районі Іст-Фоллз у Філадельфії на Лінкольн-драйв поблизу Ріттенхаус-стріт Пендерграсс потрапив у автокатастрофу, керуючи своїм новим Rolls-Royce Silver Spirit. Повідомляється, що під час аварії Пендерграсс віз Теніку Уотсон, трансгендерну жінку, яку він знав із 1970-х років, до свого будинку. Уотсону здалося, що причиною аварії стала механічна несправність автомобіля і, можливо, хтось поламався з гальмами. Вотсон засвідчив той факт, що Пендерграсс був тверезий і не розумів, чому не працюють гальма. Автомобіль врізався в огородження, виїхав на зустрічну смугу та врізався у два дерева. Інших автомобілів не було. Обидва були заблоковані в уламках 45 хвилин, перш ніж їх звільнили служби швидкого реагування. У той час як Вотсон відійшов від зіткнення з незначними травмами, Пендерграсс отримав травму спинного мозку, в результаті чого він був паралізованим від грудей вниз він більше ніколи не ходив.

### Пізня сольна кар'єра
Під час одужання Пендерграсс отримав добрі побажання від тисяч своїх шанувальників. У серпні 1982 року Philadelphia International випустила This One's for You, яка не потрапила в чарти, як і Heaven Only Knows 1983 року. Обидва альбоми включали матеріал, який Пендерграсс записав до катастрофи. Альбоми завершили його контракт з Philadelphia International. До того часу, коли Пендерграсс вирішив повернутися в студію, щоб працювати над новою музикою, він насилу знаходив угоду на запис. Зрештою, підписавши контракт із Asylum Records і закінчивши фізіотерапію, він випустив Love Language у 1984 році. До альбому увійшла поп-балада " Hold Me " за участю тоді ще невідомої Вітні Х'юстон. Він досяг 38 місця в чарті альбомів Billboard і отримав золотий сертифікат RIAA.
13 липня 1985 року Пендерграсс здійснив емоційне повернення на сцену на історичному концерті Live Aid у Філадельфії перед живою аудиторією з понад 100 000 людей, концерт мав приблизно 1,5 мільярд телеглядачів. Це був перший живий виступ 35-річного актора після аварії. Пендерграсс зі сльозами на очах подякував глядачам за те, що вони залишили йому добрі побажання, а потім виконав пісню Даяни Росс «Reach Out and Touch (Somebody's Hand)». У 1988 році Пендерграсс записав свій перший хіт R&B номер один за майже десять років, коли вийшла пісня «Joy» з його однойменного альбому. Відео на пісню користувалося великою ротацією на BET. Це також був його останній сингл у чартах Hot 100, досягнувши 77 місця. Того ж року альбом отримав золотий сертифікат RIAA. Крім того, голос Пендерграсс звучав у джинглах тодішньої місцевої філадельфійської радіостанції WSNI-FM . Пендерграсс продовжував записувати протягом 1990-х років. Одним з останніх хітів співака став хіп-хоповий «Believe in Love», випущений в 1994 році. У 1996 році він знявся разом зі Стефані Міллз у гастрольній постановці госпел-мюзиклу " Your Arms Too Short to Box with God ". У 1998 році Пендерграсс випустив свою автобіографію під назвою Truly Blessed.
14 лютого 2002 року Пендерграсс виступила з концертом «The Power of Love» у театрі Wiltern в Лос-Анджелесі. Концерт став альбомом From Teddy, With Love, який був випущений лейблом Razor & Tie пізніше того ж року. Це був його другий (після Live! Coast to Coast) і останній концертний альбом. Ролики з концерту, зокрема його виконання пісні-повернення " Joy " досі можна побачити на YouTube. У пізні роки життя Пендерґрасс «Wake Up Everybody» був охоплений різноманітними виконавцями, від Simply Red до Patti LaBelle, і був обраний Кеннетом «Babyface» Едмондсом як заклик до об'єднання під час президентської кампанії 2004 року для мобілізації виборців. Крім того, Little Brother, Kanye West, Cam'ron, Twista, Ghostface, Tyrese Gibson, 9th Wonder, DMX і DJ Green Lantern використовували його роботи.

## Особисте життя і смерть

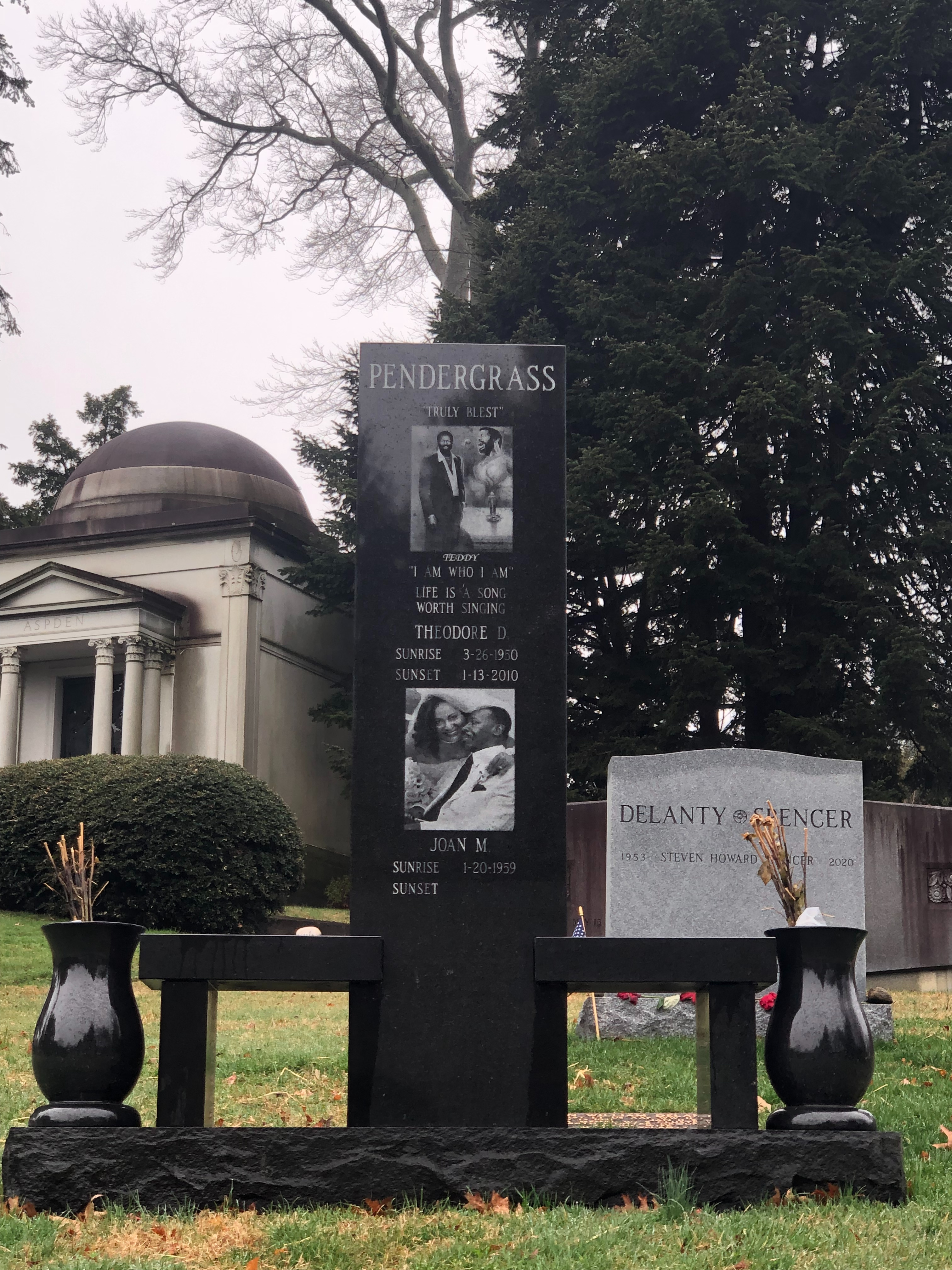
Могила Тедді Пендерграсса на кладовищі West Laurel Hill

У Пендерграсс було троє дітей: Тіша, Ладонна і Теодор молодший.
Менеджер і дівчина Пендерграсс Таазмайя «Тааз» Ленг була застрелена на порозі свого будинку в квітні 1977 року. Вбивство залишається нерозкритим, хоча підозрюють чорну мафію Філадельфії, оскільки вони нібито обурювалися контролем Ленга над прибутковою кар'єрою Пендерграсс.
У червні 1987 року Пендерграсс одружився з колишньою танцюристкою Філаданко на ім'я Карен Стілл, яка також танцювала в його шоу. У 2002 році вони розлучилися.
У 1998 році Пендерграсс опублікував свою автобіографію Truly Blessed разом з Патрицією Романовскі.
Навесні 2006 року Пендерграсс познайомився з Джоан Вільямс. Через чотири місяці він зробив їй пропозицію, і вони одружилися на приватній церемонії, організованій його пастором Еліном Воллером з баптистської церкви Enon Tabernacle у Великодню неділю, 23 березня 2008 року. Офіційне весілля відсвяткували в The Ocean Cliff Resort в Ньюпорті, штат Род-Айленд, 6 вересня 2008 року. Будучи членом баптистської церкви Енон Табернакл, Джоан Пендерграсс заснувала Молодіжний фонд баптистської церкви Енон Табернакл від імені Пендерграсса, щоб надавати допомогу та центр для міської молоді Філадельфії.

## Дискографія
- Тедді Пендерграсс (1977)
- Життя — це пісня, яку варто співати (1978)
- Тедді (1979)
- TP (1980)
- Настав час кохання (1981)
- Це для тебе (1982)
- Лише небо знає (1983)
- Мова кохання (1984)
- Відновлюючи це (1985)
- Радість (1988)
- Воістину благословенний (1991)
- Ще трохи магії (1993)
- Ти і я (1997)
- This Christmas (I'd Rather Have Love) (1998)

## Нагороди та відзнаки

### Номінації на премію Греммі
Пендерграсс отримала п'ять номінацій на премію «Греммі».
| Нагорода      | рік      | Результат | Категорія                                | Пісня                                 |
| ------------- | -------- | --------- | ---------------------------------------- | ------------------------------------- |
| Премія Греммі | 1979 рік | Номінація | Найкраще чоловіче R&B вокальне виконання | „Закрий двері“                        |
| Премія Греммі | 1982 рік | Номінація | Найкраще чоловіче R&B вокальне виконання | „Я не можу жити без твоєї любові“     |
| Премія Греммі | 1989 рік | Номінація | Найкраще чоловіче R&B вокальне виконання | Радість                               |
| Премія Греммі | 1992 рік | Номінація | Найкраще чоловіче R&B вокальне виконання | » Як можна вилікувати розбите серце " |
| Премія Греммі | 1994 рік | Номінація | Найкраще чоловіче R&B вокальне виконання | «Вуду»                                |

### Інші нагороди
У період з 1979 по 1981 рік Пендерграсс отримав кілька номінацій на American Music Awards у категорії «Улюблений соул/R&B виконавець», «Улюблений соул/R&B» альбом і «Улюблений артист диско». У 1979 році він виграв AMA як улюблений виконавець соулу/ритм-енд-блюзу разом із співаком Лу Роулзом. Пендерграсс був посмертно введений до Національного залу слави ритм-енд-блюзу 2021 року.